# سرود ملی ایتالیا
سرود ایتالیاییان (Il Canto degli Italiani) نام سرود ملی کشور ایتالیا است. این سرود در میان مردم بیشتر با نام «سرود ماملی» (Inno di Mameli) معروف است. سراینده آن گوفردو ماملی است که اشعار آن را در پاییز ۱۸۴۷ زمانی که در جنوآ دانشجو و ۲۰ ساله بود سرود.
این اشعار در فضای کوشش‌های مردمی برای دست یافتن به یک‌پارچگی و استقلال ایتالیا در پس‌زمینه جنگ علیه اتریش سروده شده‌اند. آهنگ این سرود دو ماه پس از سروده شدن اشعار، در شهر تورین و توسط میکله نوارو که او هم اهل جنوآ بود ساخته شد.

## متن
| متن ایتالیایی Fratelli d'Italia, l'Italia s'è desta, dell'elmo di Scipio s'è cinta la testa. Dov'è la Vittoria? Le porga la chioma, ché schiava di Roma Iddio la creò. CORO: Stringiamci a coorte, siam pronti alla morte. Siam pronti alla morte, l'Italia chiamò. Stringiamci a coorte, siam pronti alla morte. Siam pronti alla morte, l'Italia chiamò! Noi fummo da secoli calpesti, derisi, perché non siam popolo, perché siam divisi. Raccolgaci un'unica bandiera, una speme: di fonderci insieme già l'ora suonò. CORO Uniamoci, amiamoci, l'unione e l'amore rivelano ai popoli le vie del Signore. Giuriamo far libero il suolo natio: uniti, per Dio, chi vincer ci può? CORO Dall'Alpi a Sicilia dovunque è Legnano, ogn'uom di Ferruccio ha il core, ha la mano, i bimbi d'Italia si chiaman Balilla, il suon d'ogni squilla i Vespri suonò. CORO Son giunchi che piegano le spade vendute: già l'Aquila d'Austria le penne ha perdute. Il sangue d'Italia, il sangue Polacco, bevé, col cosacco, ma il cor le bruciò. | برگردان فارسی ای برادران ایتالیا ایتالیا بیدار گشته است با کلاه‌خود شیپیو سرش را پوشانده ویکتوریا کجاست؟ بگذار تعظیم کند چرا که ایزد او را برده رم آفریده است. همسرایی: بیایید تا هم‌جوخه شویم برای مرگ آماده‌ایم ایتالیا ما را فرا خوانده بیایید تا هم‌جوخه شویم آماده‌ایم برای مردن برای مرگ آماده‌ایم ایتالیا ما را فرا خوانده‌است! سده‌های آزگار ستم‌دیده و سرافکنده بوده‌ایم و دستخوش ریشخند چرا که ملتی واحد نیستیم چرا که دسته‌دسته‌ایم بگذار تا یک پرچم، یک امید ما را گرد هم آورد زمان آن رسیده تا یکی (متحد) شویم همسرایی: بیایید تا یکی شویم و مهر بورزیم از بهر یگانگی و عشق. بر مردمان، آشکار ساز راه و روش ایزدی را بیایید تا از برای آزادی زادبوم خود سوگند یاد کنیم یک‌پارچه؛ در راه خدا. چه کسی می‌تواند بر ما چیره شود؟ همسرایی: از آلپ تا سیسیل لنیانو همه جا حضور دارد دست هر مرد و دل هر مرد دست و دل فروچیو است فرزندان ایتالیا همه بالیلا نام دارند هر ندای شیپور نغمه‌ساز آوای وسپرها است همسرایی: شمشیر مزدور چوبکی نزار بیش نیست عقاب اتریشی پرهایش ریخته خون ایتالیا و خون لهستانی را خورد، و خون کازاک ها را اما همان [خون]، قلبش را سوزاند. |